# Большая пагода диких гусей
Большая пагода диких гусей (кит. упр. 大雁塔, пиньинь Dàyàn Tǎ, палл. даяньта) — кирпичная пагода, построенная в Чанъане в то время, когда он был столицей китайской империи Тан.
Большая пагода возведена под влиянием индийского зодчества в 652 году и первоначально состояла из пяти ярусов, на которых были помещены буддистские статуи и реликвии, собранные во время своих путешествий Сюаньцзаном. В 704 г. императрица У распорядилась надстроить пагоду ещё пятью ярусами. Три верхних яруса изрядно пострадали во время средневековых войн, и их пришлось снести. В настоящее время пагода семиярусная, возвышается на высоту 64 метров; с верхнего яруса открывается вид старинного города. Неподалёку раскинулся Храм материнской любви (589 г., перестроен в 647 г.)
Вокруг пагоды — буддийский монастырь с большим парком, в парке стоит памятник Сюаньцзану, парк украшен памятниками выдающихся китайских поэтов, мыслителей, художников, учёных.

## Галерея

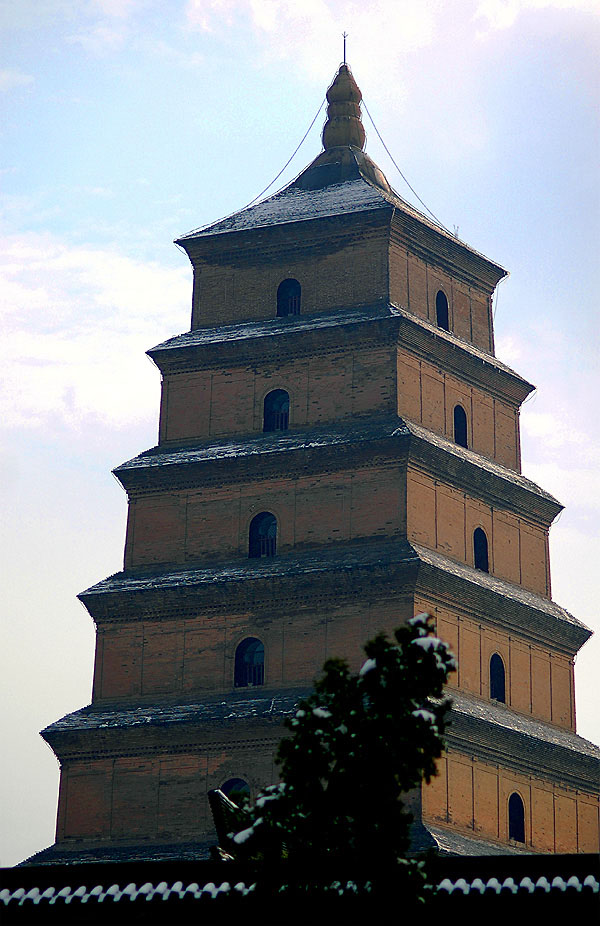
Большая пагода диких гусей зимой
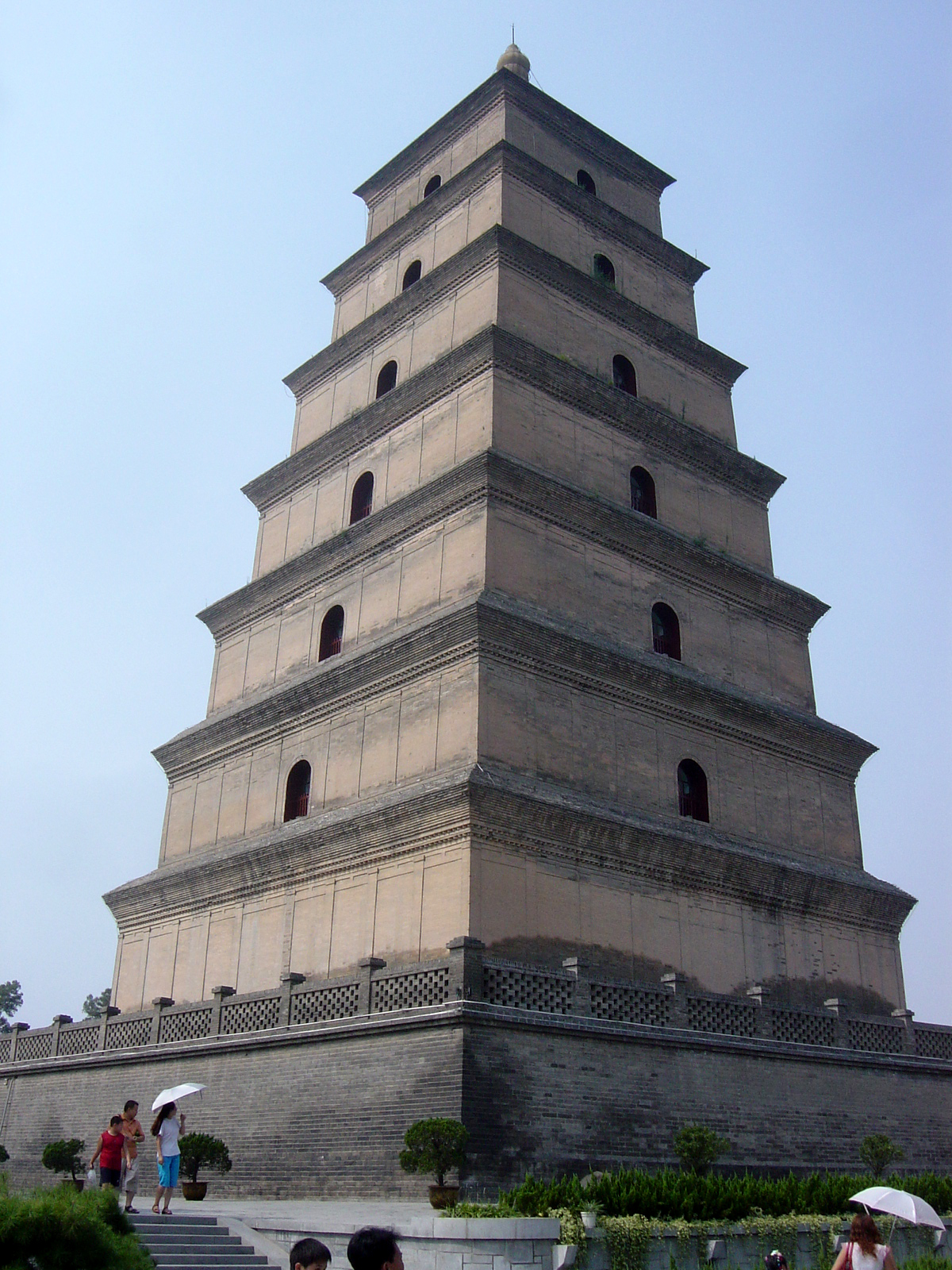
Большая пагода диких гусей в Сиане, построенная в 652 году н. э. во времена династии Тан, когда город назывался Чанъань.
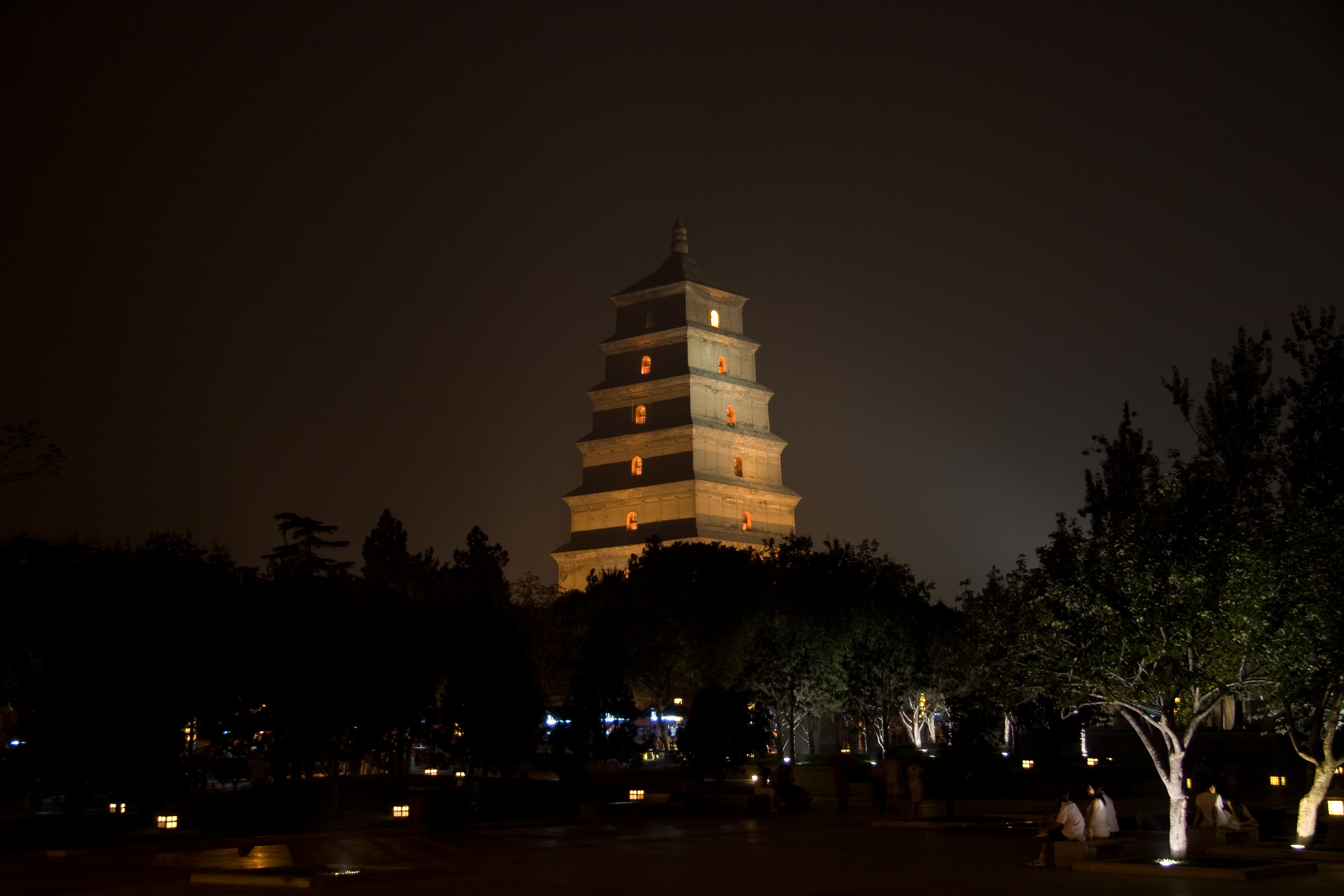
Большая пагода диких гусей, Сиань
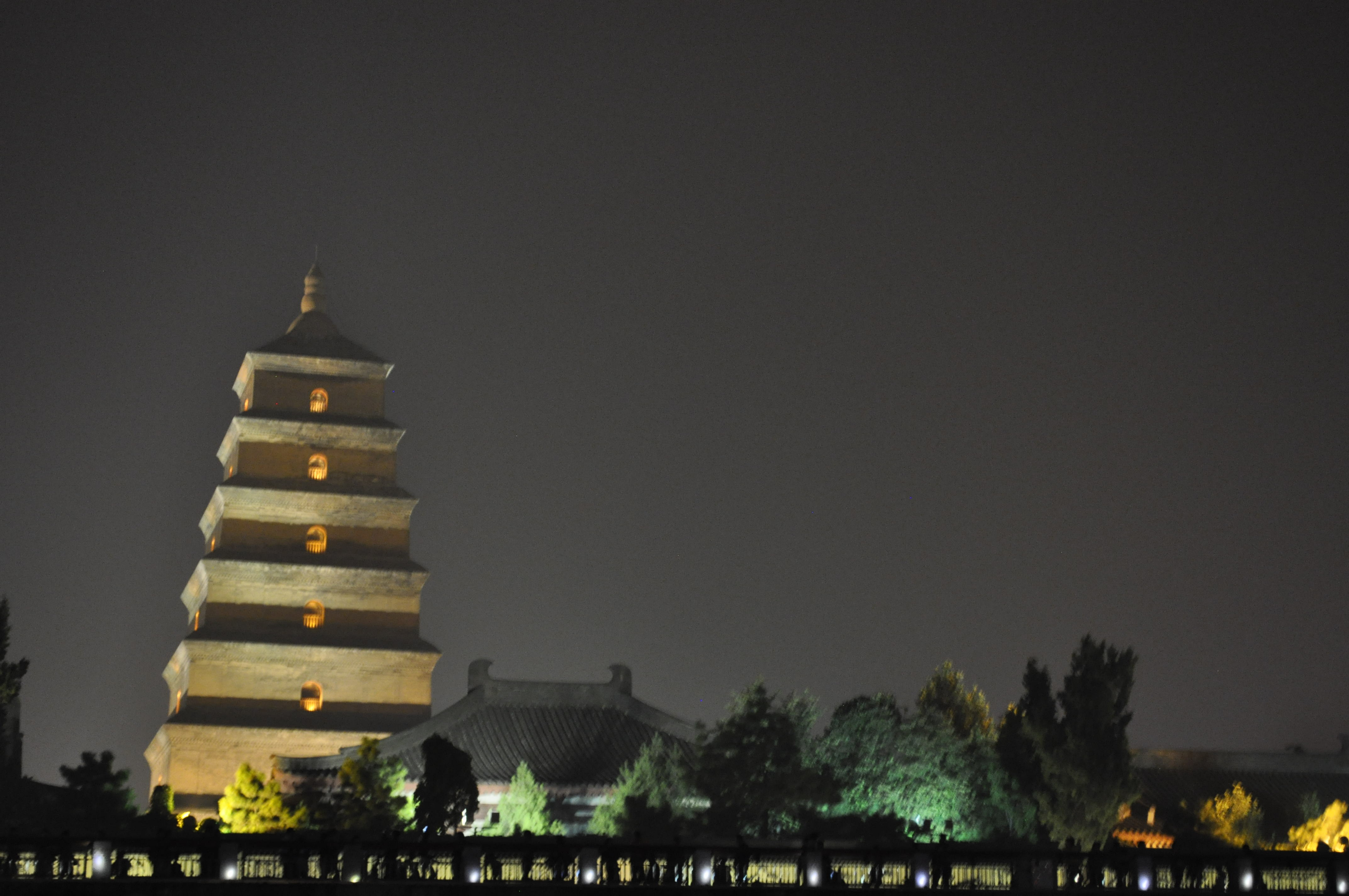
Большая пагода диких гусей ночью
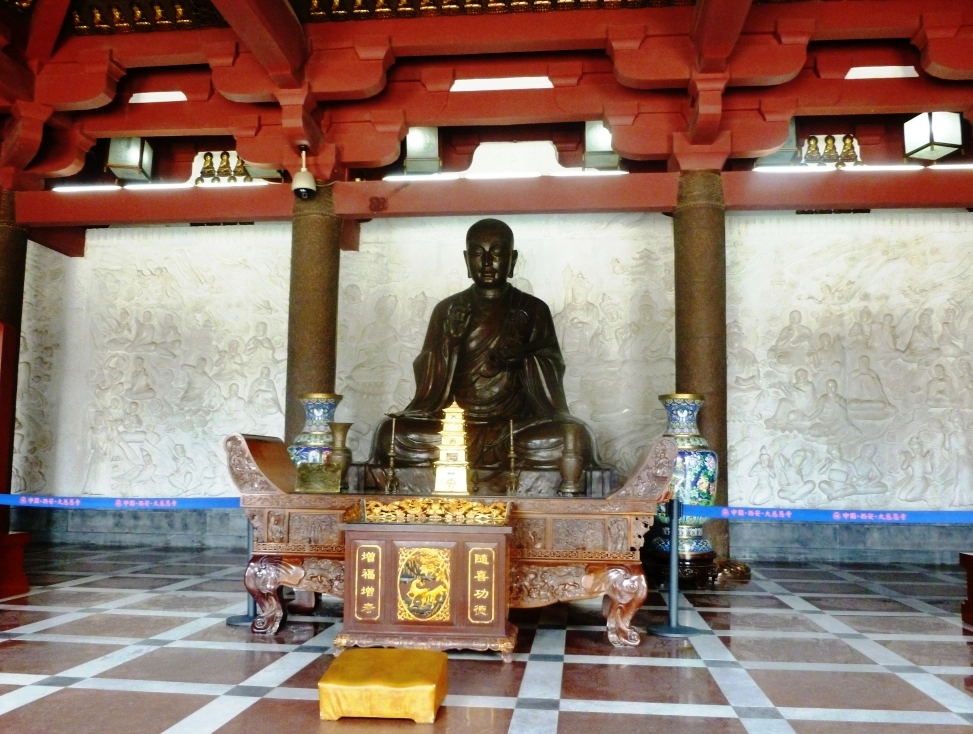
Статуя Сюаньцзана. Большая пагода диких гусей, Сиань.
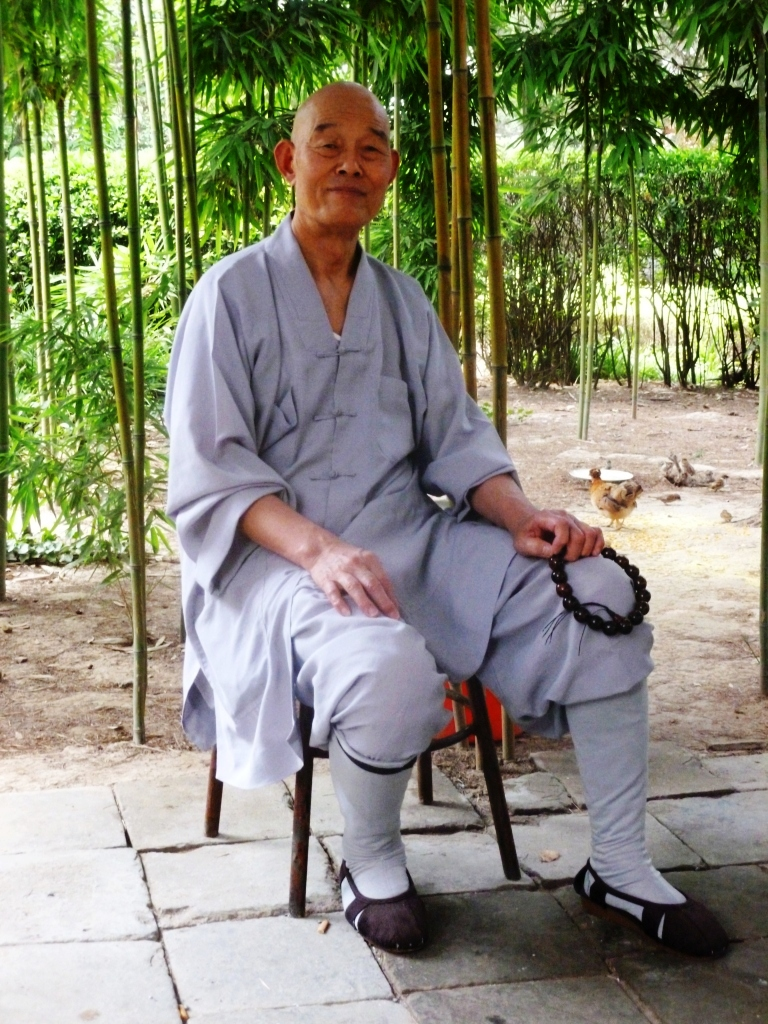
Монах в пагоде диких гусей, Сиань
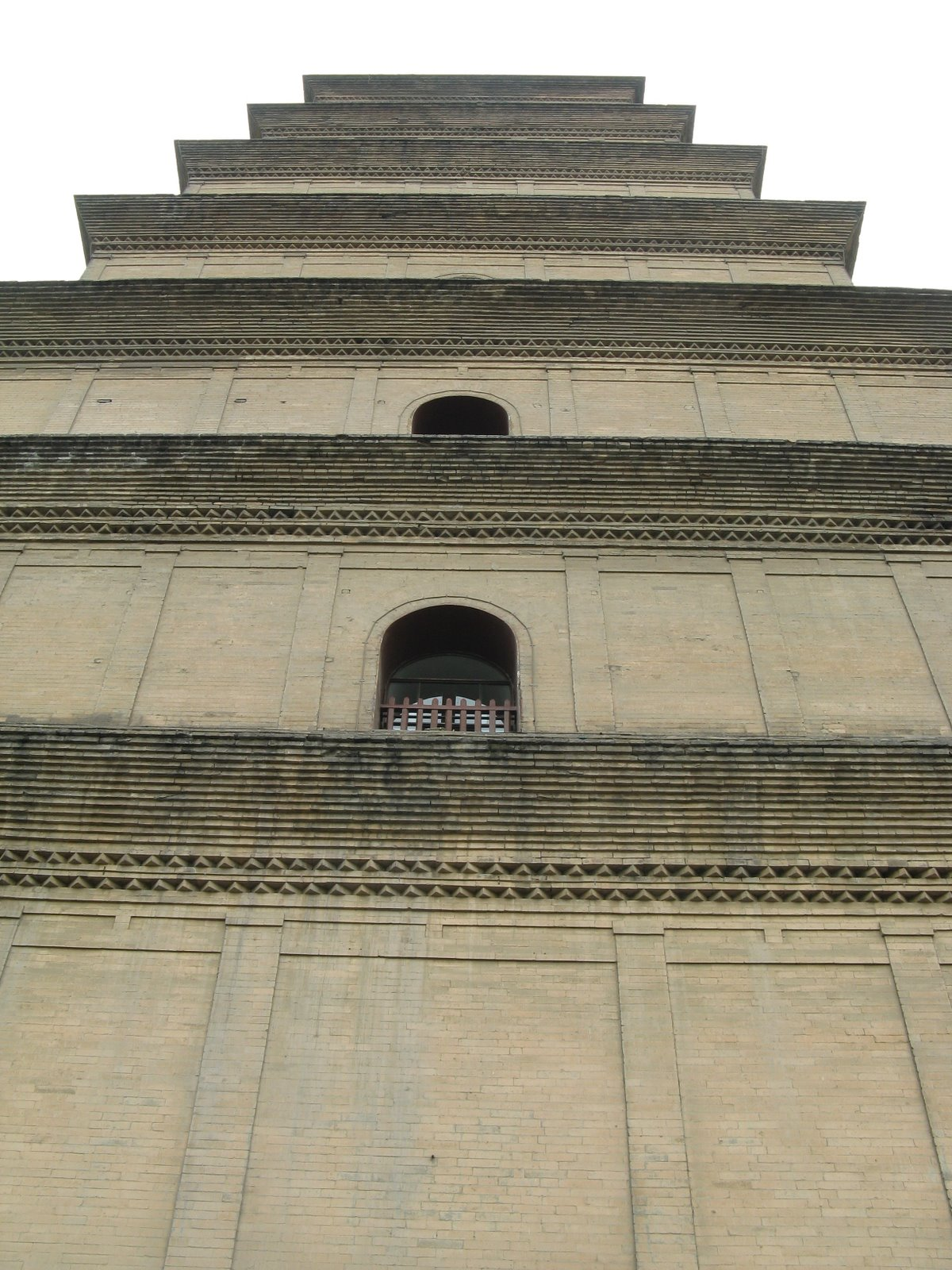
Вид сверху карнизов и наружных кирпичей
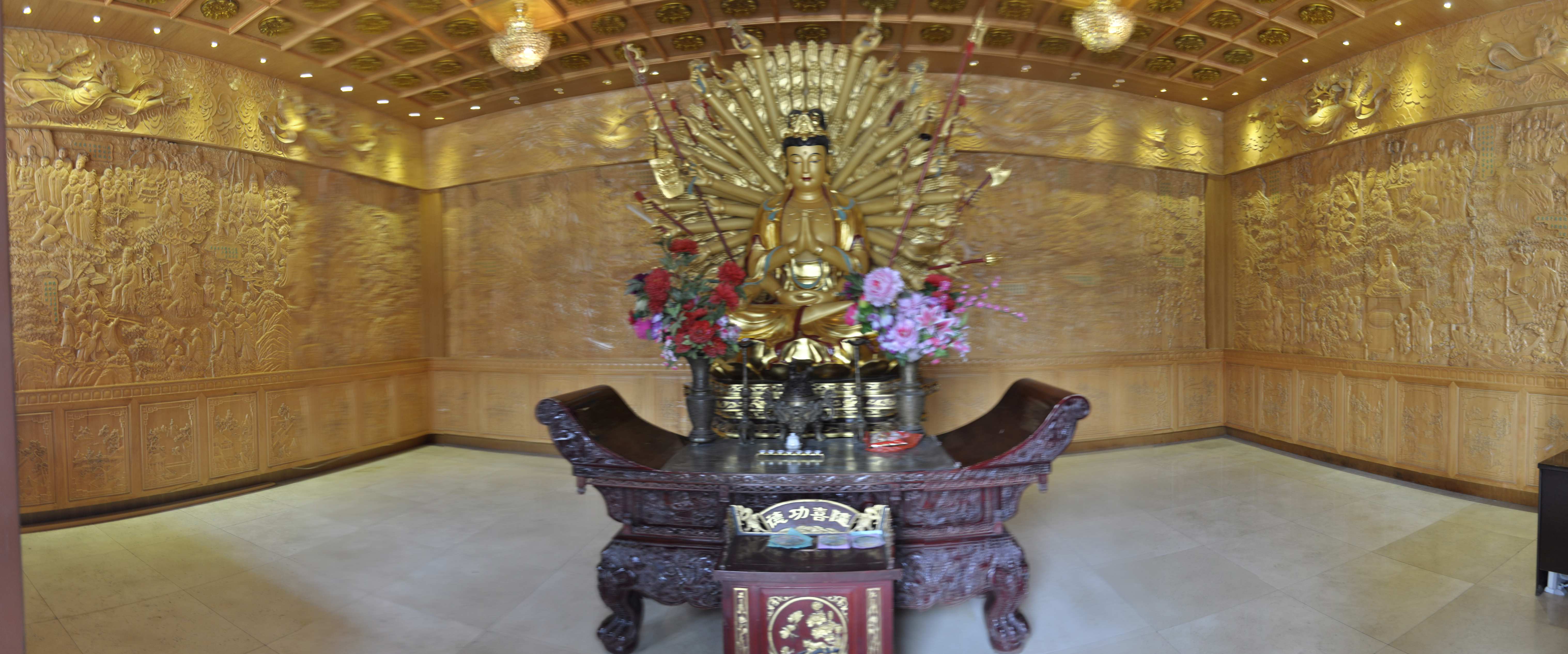
Зал Авалокитешвары
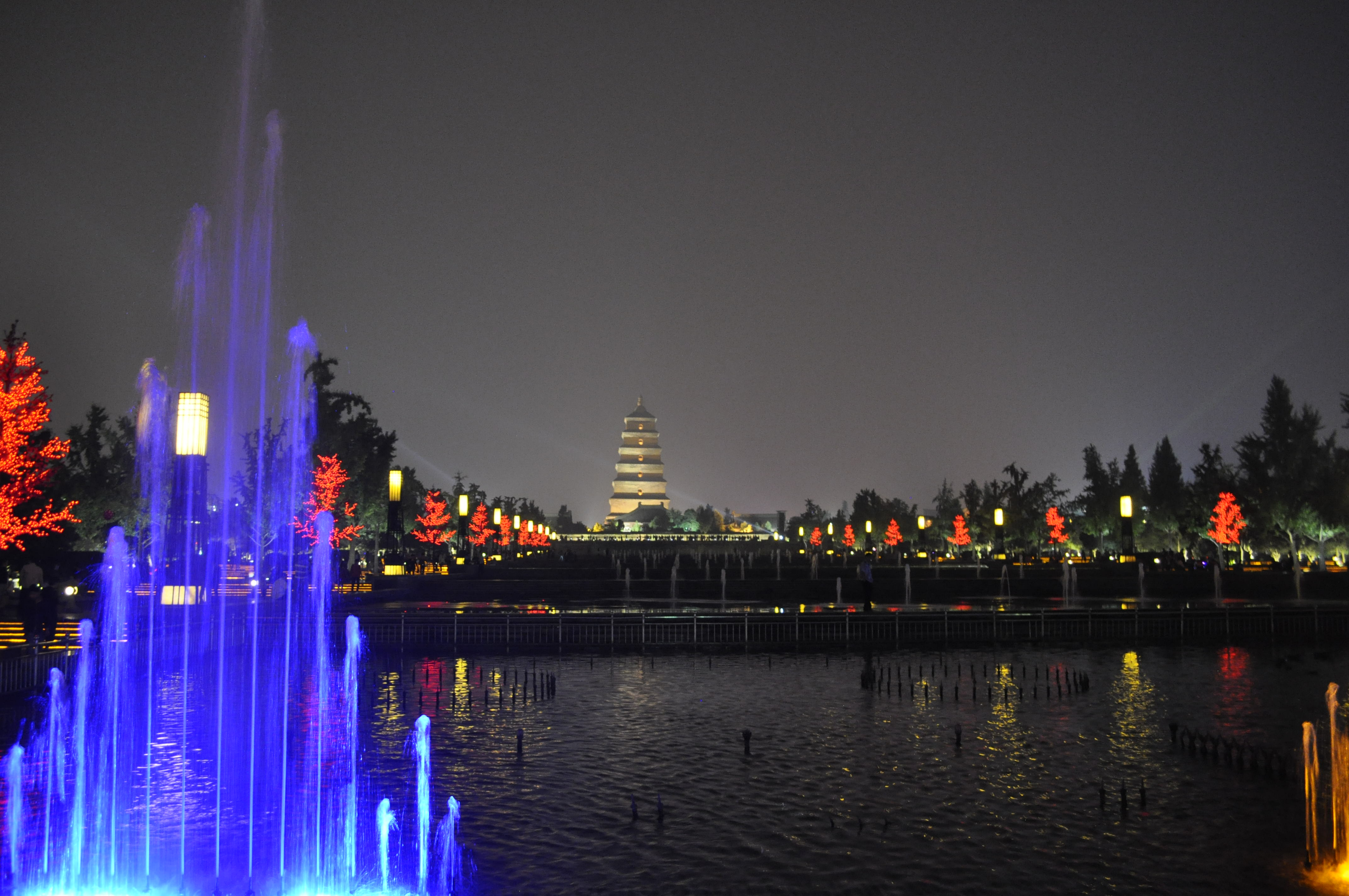
Вид из парка
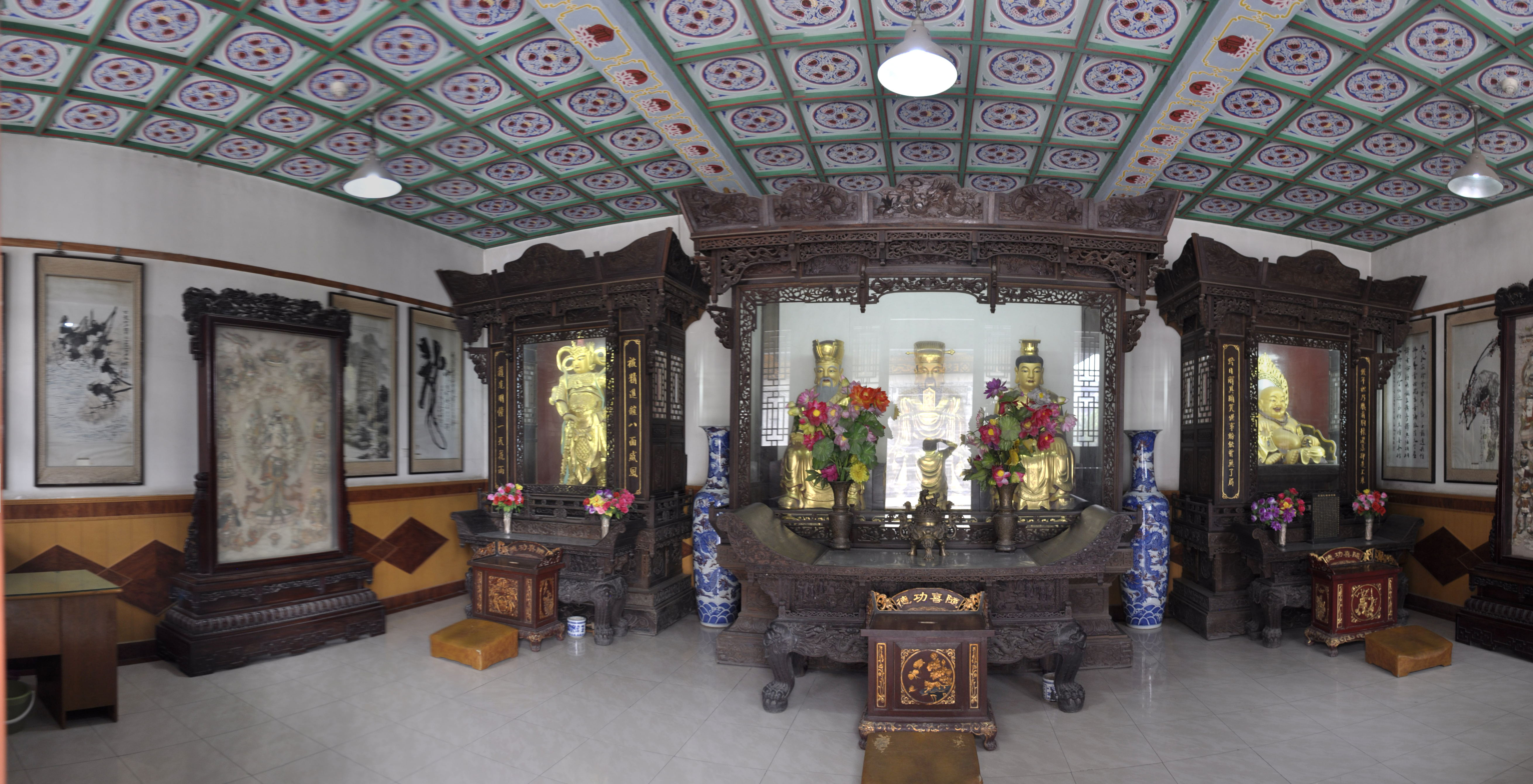
Зал стража
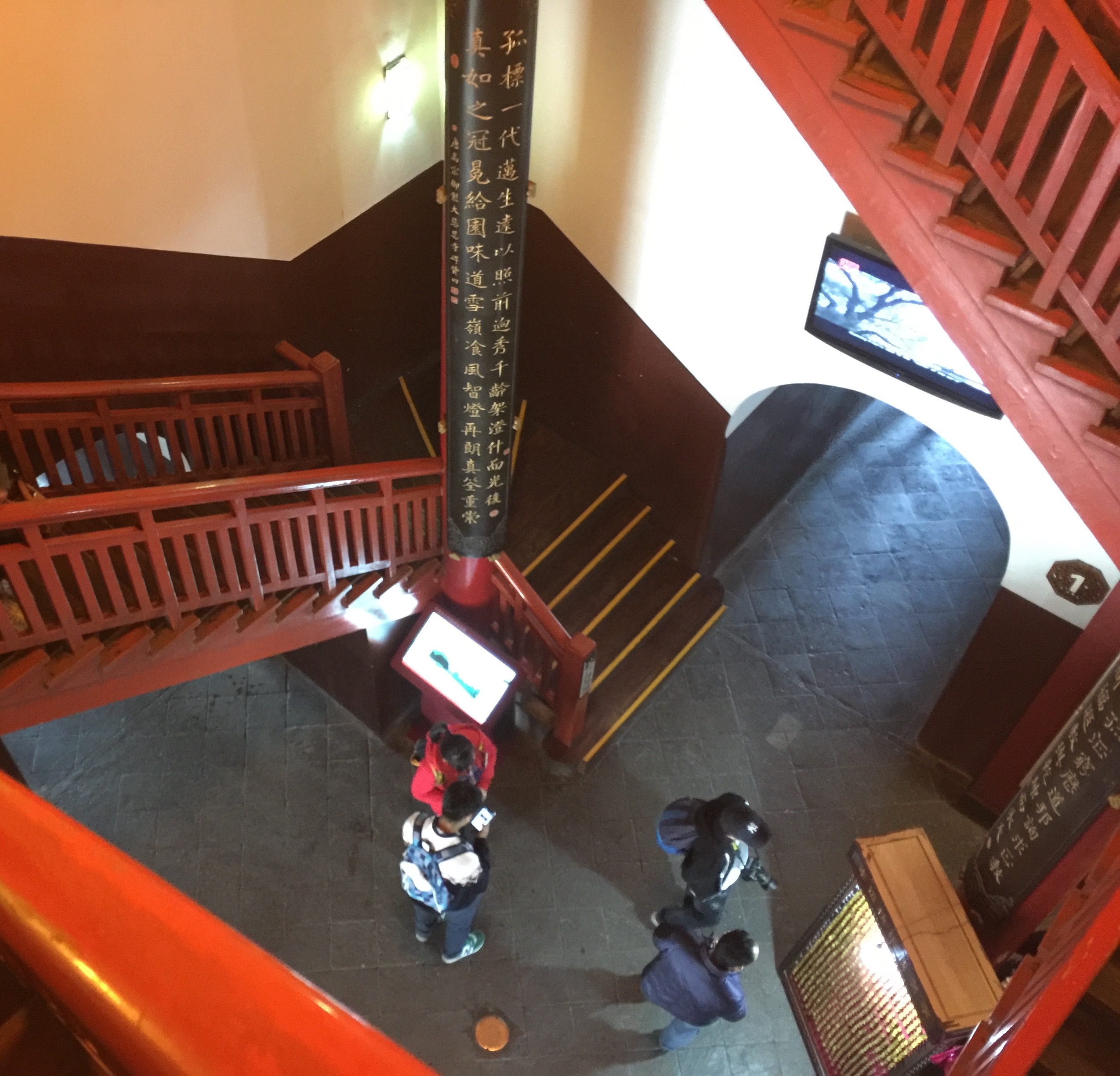
Внутри Большой пагоды диких гусей